# Sotternie
Een sotternie (ook wel 'sotheid' geheten) is een middeleeuwse klucht (blijspel) die volgde op de opvoering van een van de abele spelen. 
De sotternie was volks van aard, en daardoor vaak aan de ruwe kant. Verbaal en fysiek geweld werden niet geschuwd. Een bekend thema was dat van de bazige vrouw en de sullige echtgenoot.
De sotternie diende als tegenwicht tegen het abele spel en kan vergeleken worden met het verschijnsel van de 'comic relief' zoals die voorkomt in de tragedies van William Shakespeare, waarbij na een periode van spanning enigszins gas werd teruggenomen in een komische episode.
Voorbeelden zijn: 
- De Buskenblaser,
- De bruiloft van Kloris en Roosje, vaste toegift na de Gijsbrecht van Amstel,
- Lippijn,
- Rubben,
- Nu noch,
- Die Hexe,
- Truwanten (onvolledig),
- Drie daghe here (onvolledig).

Met name Nu noch wordt heden ten dage nog regelmatig opgevoerd. Het stuk werd officieel vertaald door H.Adema, maar drs. J.F.J. Volkers heeft het stuk terugvertaald naar het officiële rijmschema.
Met zijn Leydse KluchtenCompagnie speelt hij deze sotternie door heel het land.